# Санта-Мария-дель-Сассо (Биббьена)
Церковь Санта-Мария-дель-Сассо (итал. La chiesa di Santa Maria del Sasso — церковь Святой Марии на камне (скале) — римско-католическая церковь, религиозное здание эпохи Возрождения, находится недалеко от городка Биббьена в Тоскане, Италия.

## История
Первая церковь была построена в 1347 году после чудесного явления на этом месте Девы Марии 23 июня 1347 года. Ныне существующее здание было заказано Лоренцо Медичи и построено Джулиано да Майано, начиная с 1486 года. После визита Савонаролы в 1495 году работы были расширены, к церкви прибавили монастырь и санктуарий. В 1942 году церкви был присвоен статус малой базилики.
В интерьере церкви находится темпьетто (маленький храм) или отдельно стоящая капелла с фреской «Мадонна с Младенцем» работы Биччи ди Лоренцо. В храме имеется алтарная картина с образом Христа и Иоанна Крестителя из полихромной майолики работы Джованни делла Роббиа и ещё одна «Мадонна с Младенцем» работы Фра Паоло да Пистойя.
Другая церковь под тем же названием находится в городке Моркоте в Швейцарии.

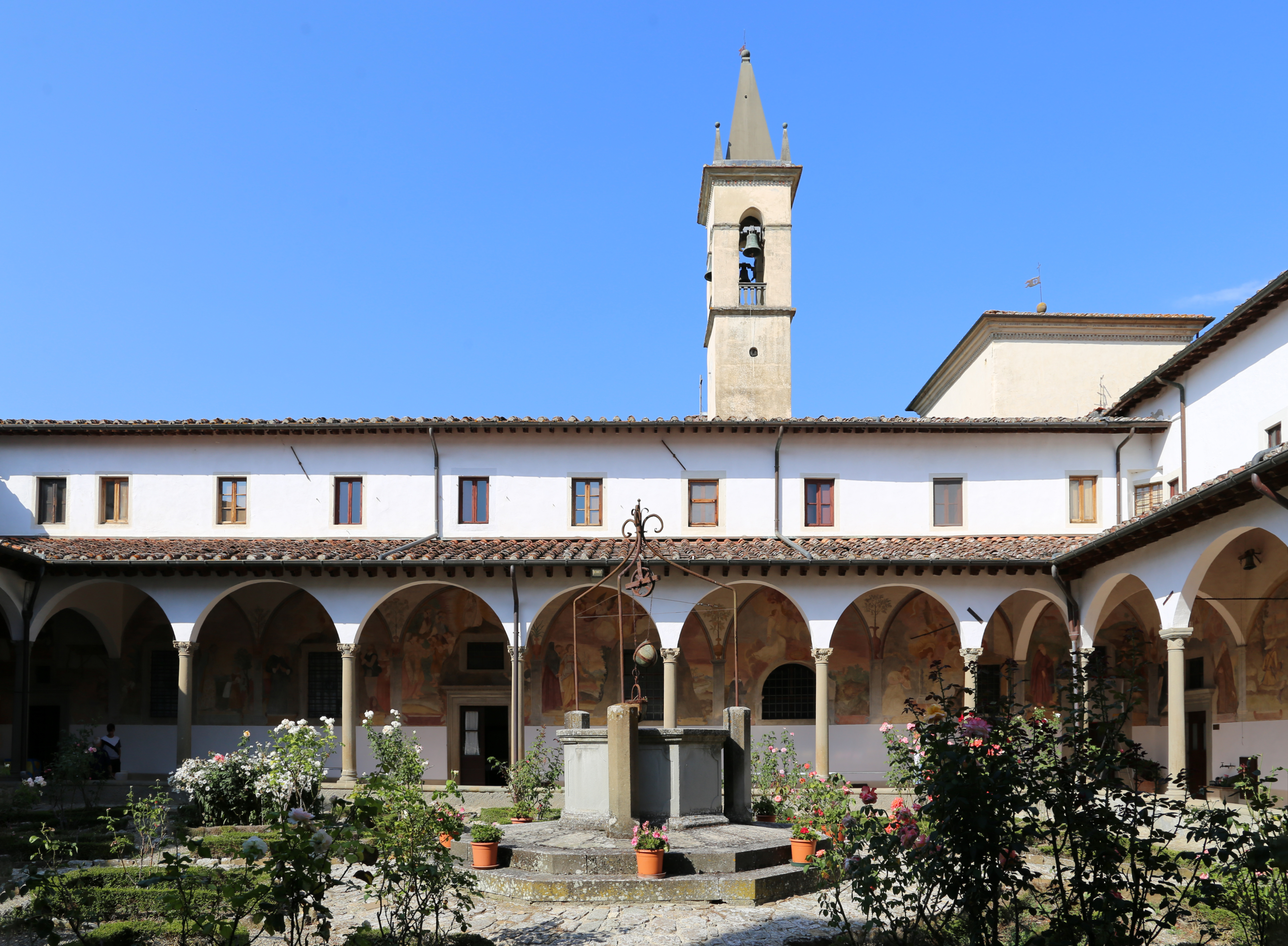
Кьостро (дворик) и кампанила (колокольня)
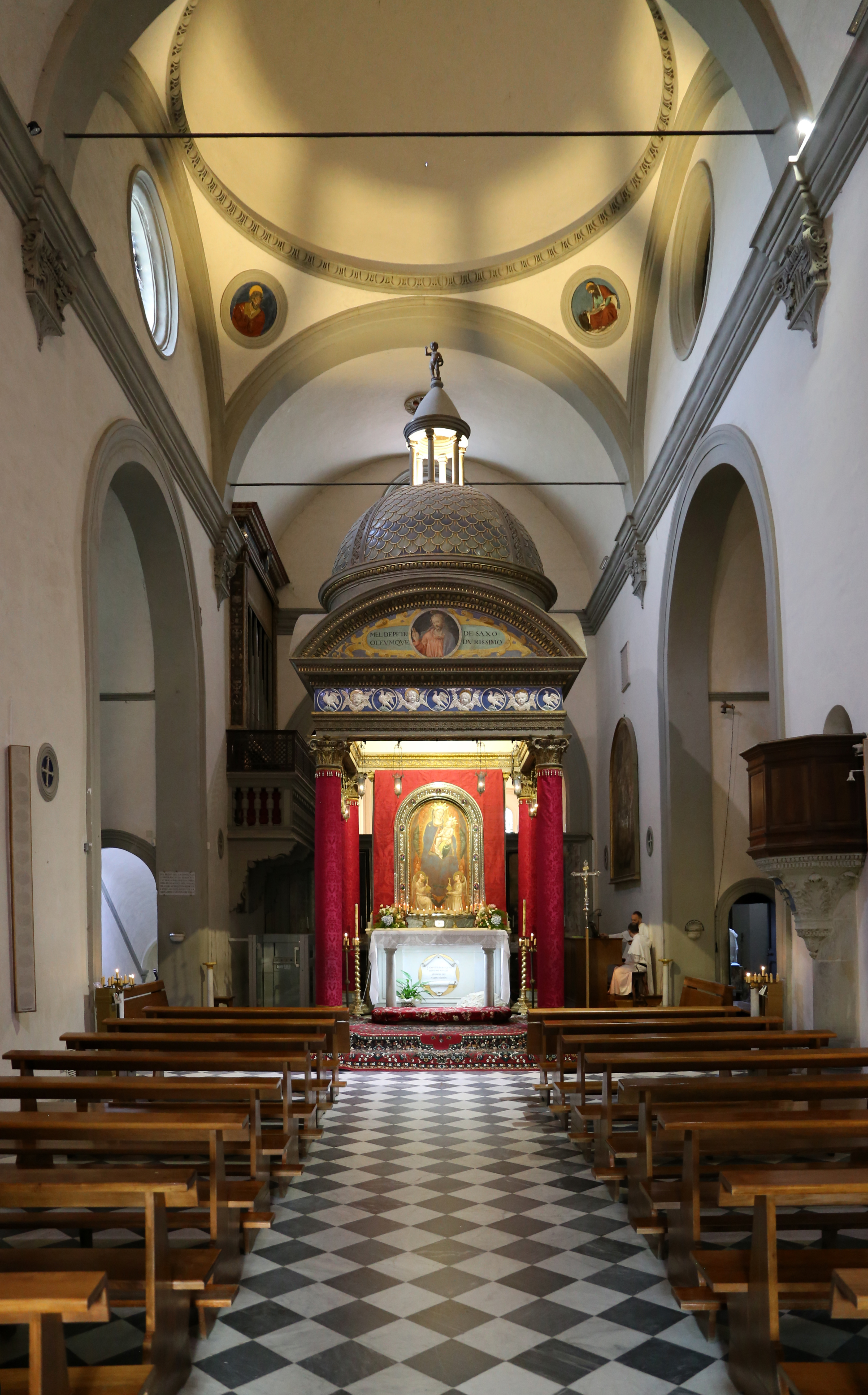
Интерьер церкви
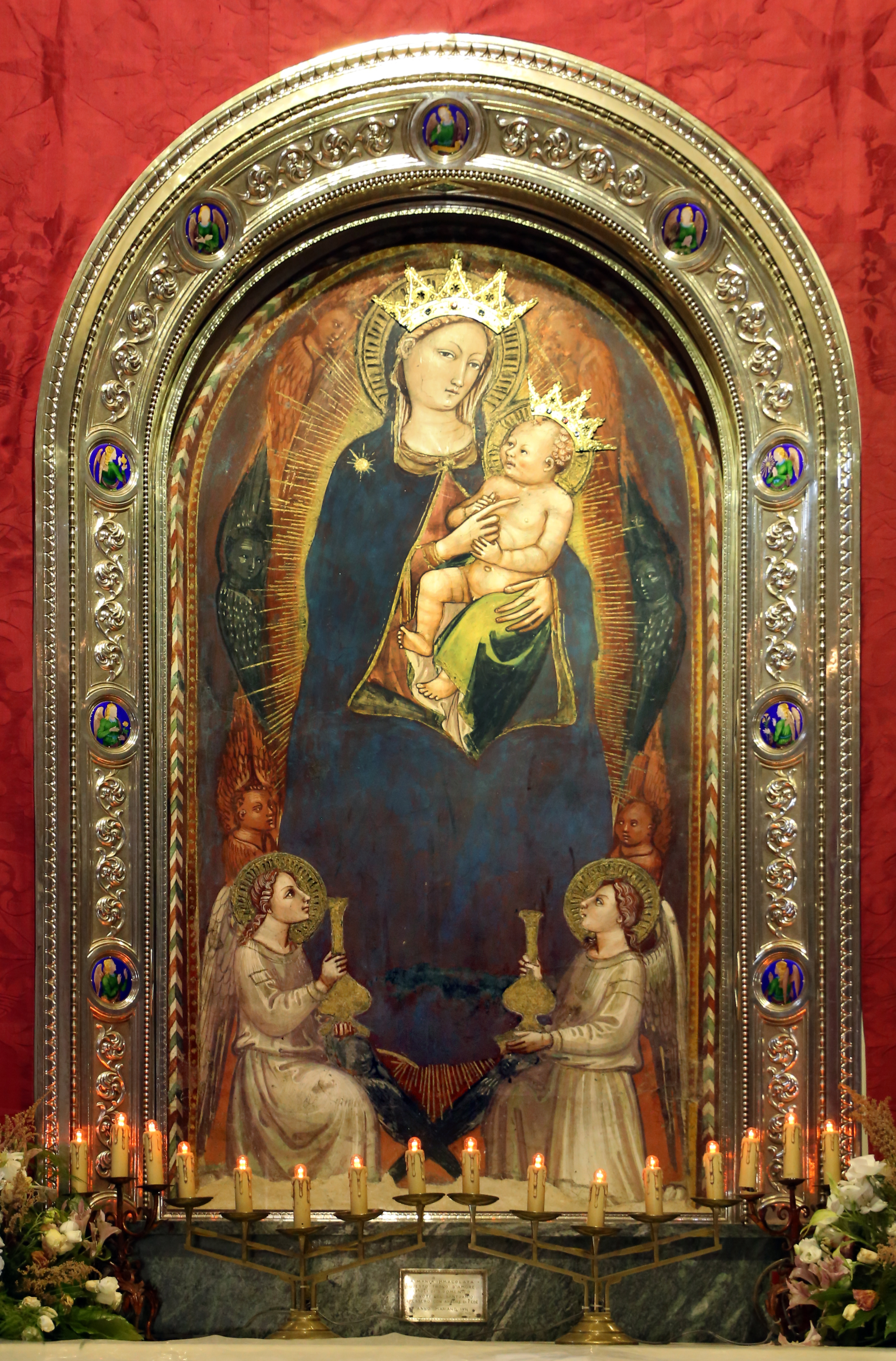
Б. Боццолини. Табернакль Мадонны дель Сассо. Фреска Биччи ди Лоренцо. 1435
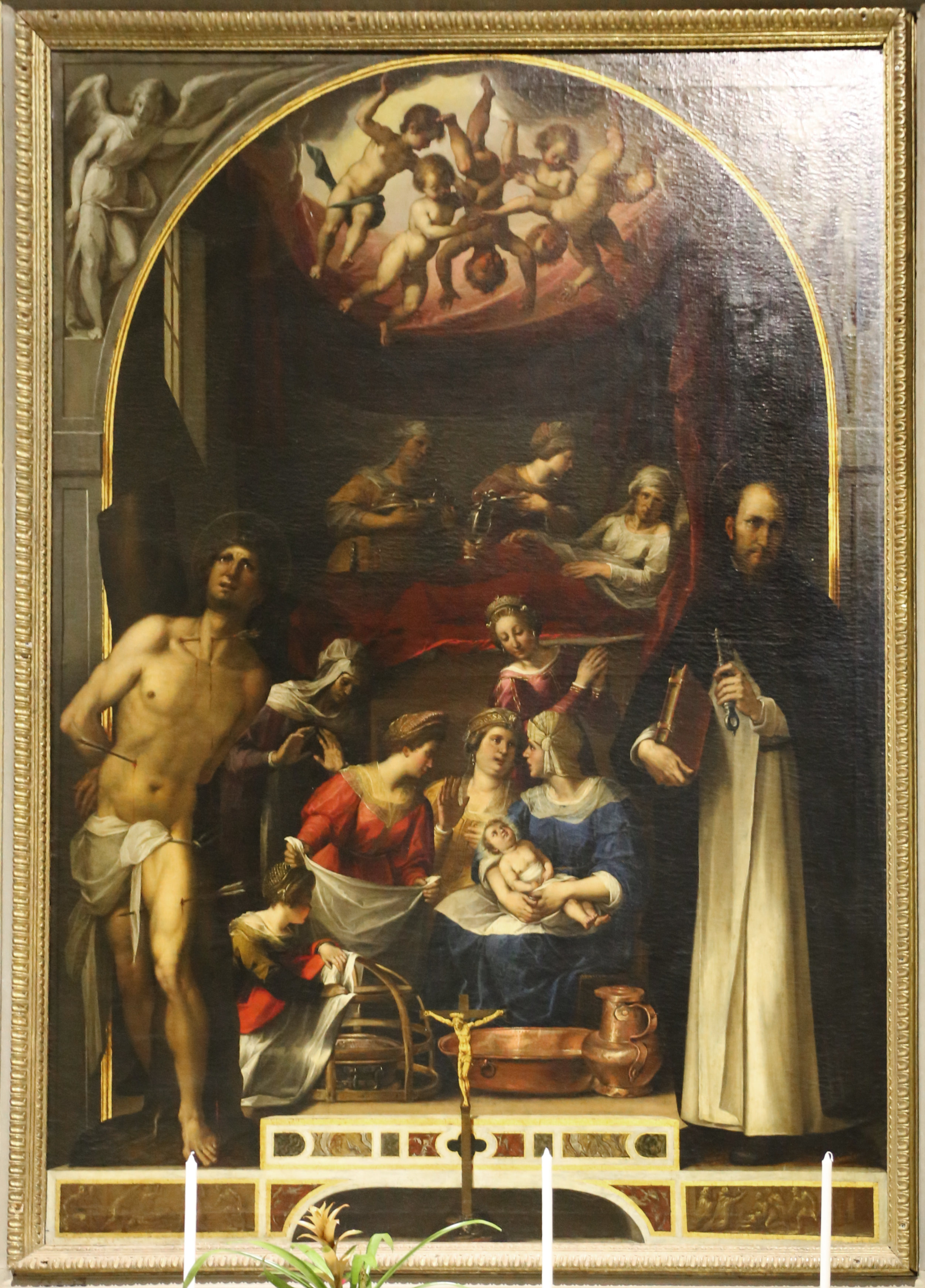
Я. Лигоцци. Рождество Девы Марии со святыми Себастьяном и Раймоном де Пеньяфортом. 1607
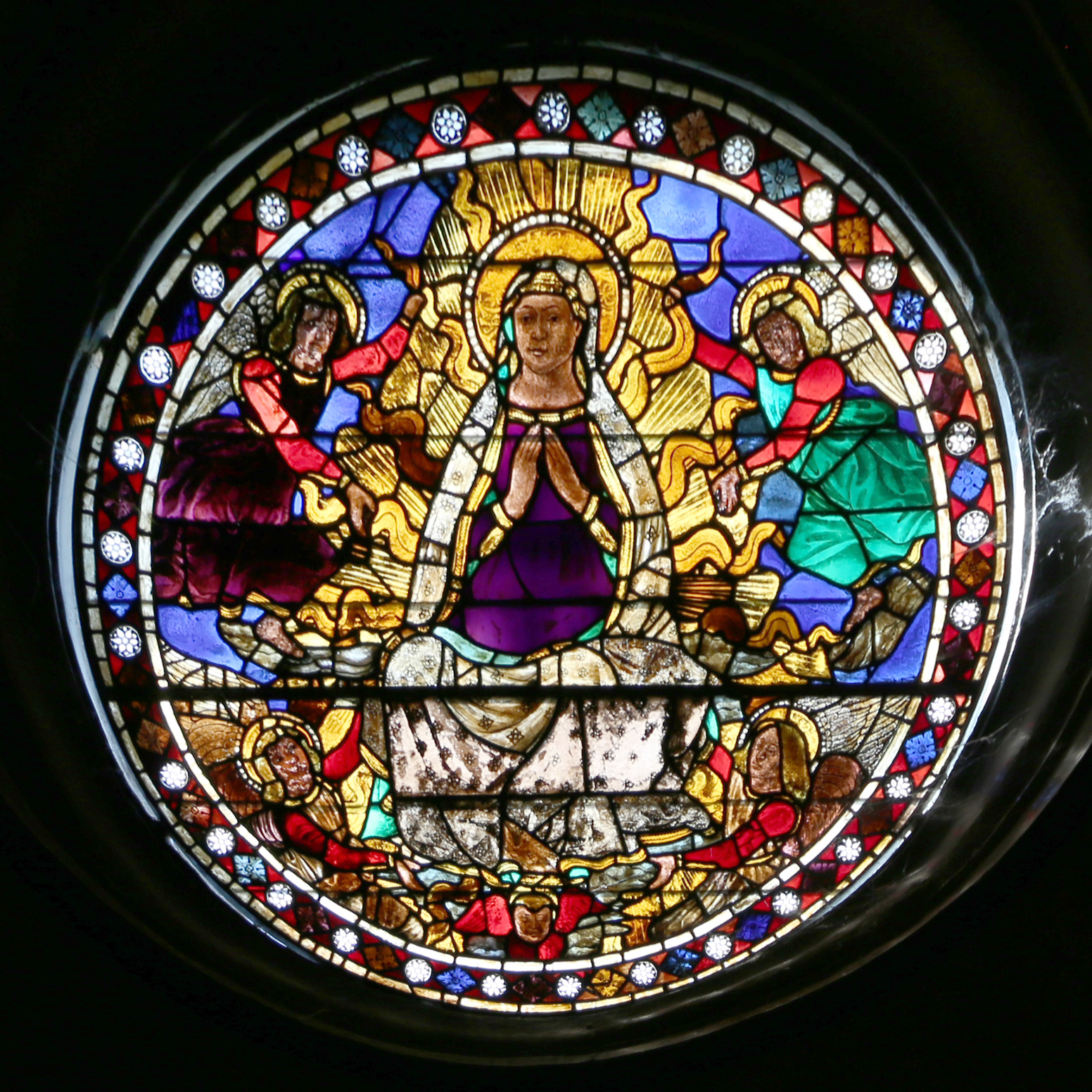
Ассунта. Витраж. Ок. 1490
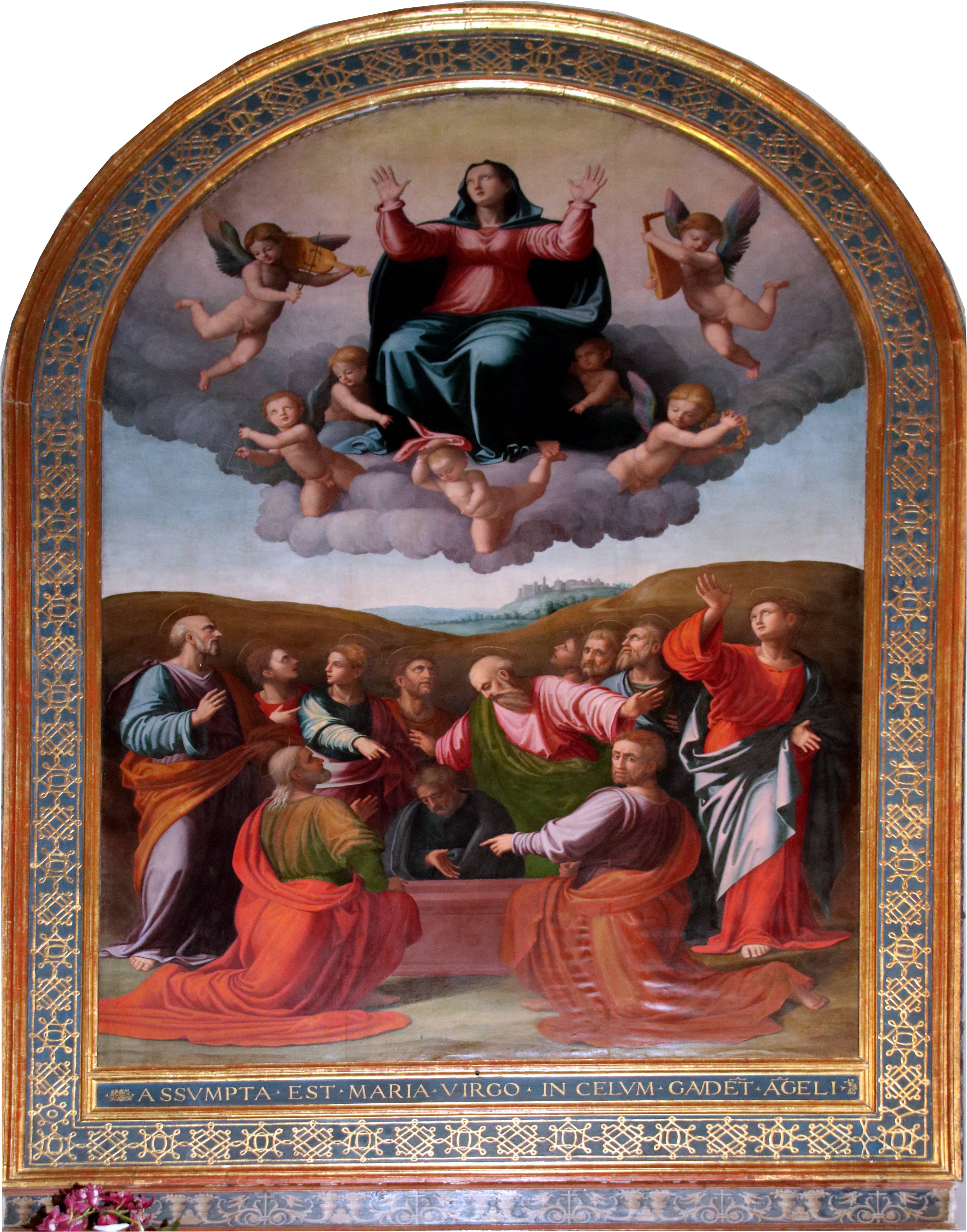
Фра Паолино. Ассунта
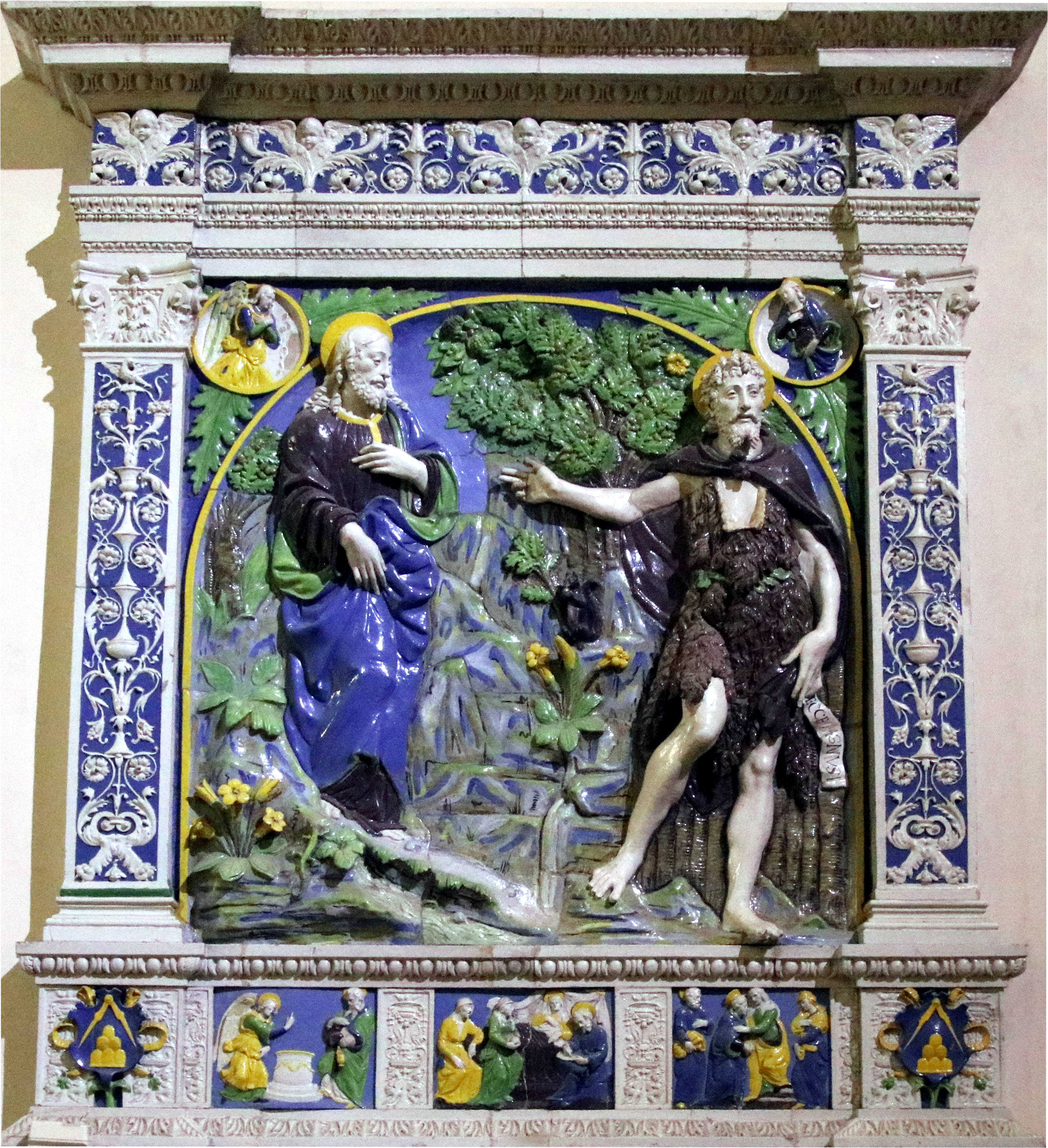
Агнус Деи (Агнец Божий). Табернакль. 1530-е. Мастерская Делла Роббиа. Майолика